# Tullbergia krausbaueri
Tullbergia krausbaueri är en urinsektsart som först beskrevs av Börner 1901.  I den svenska databasen Dyntaxa används istället namnet Mesaphorura krausbaueri. Enligt Catalogue of Life ingår Tullbergia krausbaueri i släktet Tullbergia och familjen Tullbergiidae, men enligt Dyntaxa är tillhörigheten istället släktet Mesaphorura och familjen blekhoppstjärtar. Arten är reproducerande i Sverige. Inga underarter finns listade i Catalogue of Life.